# Monitorowanie
Monitorowanie – zorganizowany sposób obserwacji, zwykle ciągły i długoterminowy, przy pomocy kamery, wideorejestratora lub urządzeń pomiarowych.
„Monitorować” w znaczeniu „śledzić, obserwować, nadzorować” (bez użycia kamer) to wyraz modny (nadużywany), który nie uzyskał aprobaty językoznawców.

## Monitorowanie w systemach bezpieczeństwa
W systemach bezpieczeństwa wyróżnia się trzy rodzaje monitoringu:
- z nadzorem (człowiek lub maszyna dokonuje analizy obserwowanego materiału)
- bez nadzoru (materiał obserwacyjny jest gromadzony w formie zapisu (najczęściej wideo))
- mieszany (materiał jest nadzorowany i gromadzony)

## Monitorowanie w informatyce i telekomunikacji
W organizacjach zajmujących się nowoczesnymi technikami (informatycznymi i telekomunikacyjnymi) wyróżnia się monitorowanie operacyjne oraz planistyczne.

### Monitorowanie operacyjne
Na monitorowanie operacyjne składa się zarządzanie awariami, konfiguracją oraz bezpieczeństwem:
- zarządzanie awariami: wczesne wykrywanie problemów oraz podejmowanie odpowiednich działań w celu ich wyizolowania i usunięcia. Udostępnia komunikaty opisujące aktywne połączenia i stan wykorzystywanego sprzętu
- zarządzanie konfiguracją: nadzór nad konfiguracją poszczególnych urządzeń i sieci jako całości oraz ewentualne zmiany konfiguracji. Zmiana konfiguracji to podstawowa technika określania i naprawy awarii, stąd ścisłe powiązanie z zarządzaniem awariami.
- zarządzanie bezpieczeństwem: obejmuje powiadamianie osób odpowiedzialnych o próbach nieuprawnionego dostępu na poziomie okablowania, sieci, serwera plików i zasobów (które mogą dotyczyć wartości materialnych i niematerialnych) oraz na poziomie aplikacji.

### Monitorowanie planistyczne
- Zarządzanie wydajnością: dotyczy zliczania poszczególnych pozycji, na przykład pakietów, żądań dostępu do dysków i dostępu do określonych programów. Budowanie baz wiedzy na temat dostępu do systemów.
- Zarządzanie rozliczaniem: naliczanie opłat za korzystanie z sieci przez użytkowników. Dopasowanie opłat do obciążenia posiadanych zasobów sieciowych. Pomiary kosztów utrzymania.
- Zarządzanie zmianami: zbieranie danych do planowania rozwoju systemów. Wsparcie dla reengineeringu procesów zachodzących w organizacji oraz w wykorzystaniu systemów sieciowo-informatycznych.